# ولنس، سومه
ولنس، سومه (به فرانسوی: Velennes, Somme) یک کمون در فرانسه است که در Canton of Conty واقع شده‌است.

## خصوصیات
ولنس ۳٫۹۶ کیلومترمربع مساحت و ۱۵۲ نفر جمعیت دارد و ۱۶۰ متر بالاتر از سطح دریا واقع شده‌است.